# 馮譽
馮譽（？—？），廣東高要人，清朝政治人物。舉人出身。
咸豐三年，接替齊在銘。擔任江蘇荆溪縣知縣。后由富克精阿接任。